# Thierno Bah
Thierno Bah (Labé, 5 oktober 1982) is een Guinees voormalig voetballer die speelde als middenvelder.

## Carrière
Bah speelde in de jeugd van Servette waarvoor hij in 1999 zijn debuut maakte. Hij bleef er spelen tot in 2005 maar wist wel de beker te winnen in 2001. In 2005 tekende hij bij FC Meyrin waar hij maar één seizoen bleef. Van 2006 tot 2010 speelde hij bij Neuchâtel Xamax en het seizoen erop bij Lausanne-Sport daar kon hij niet echt overtuigen en koos voor een avontuur in het Midden-Oosten bij de Saoedische club Al-Taawoun FC en het jaar erop bij Al Khaleej. Hij eindigde zijn carrière bij de Zwitserse club Etoile Carouge.
Hij speelde dertien interlands voor Guinee, waarin hij niet tot scoren kwam. Hij speelde verschillende interlands bij de jeugdteams van Zwitserland.

## Erelijst
- Servette
  - Zwitserse voetbalbeker: 2001